# Сульфид эрбия
Сульфид эрбия — бинарное неорганическое соединение
эрбия и серы
с формулой ErS,
кристаллы.

## Получение
- Нагревание стехиометрических количеств чистых веществ в инертной атмосфере:

{\displaystyle {\mathsf {Er+S\ {\xrightarrow {2100^{o}C}}\ ErS}}}

## Физические свойства
Сульфид эрбия образует кристаллы
кубической сингонии, пространственная группа F m3m, параметры ячейки a = 0,5432 нм, Z = 4,
структура типа хлорида натрия NaCl
.
Соединение конгруэнтно плавится при температуре ~2100 °С.